# グローバル・レスリング連盟
グローバル・レスリング連盟（グローバル・レスリングれんめい）は、日本のプロレス団体における統一コミッション設立を目指して設立された団体。
英語表記はGlobal Professional Wrestling Alliance、略称はGPWA（ジー・ピー・ダブリュー・エー）。

## 経緯
かつては日本プロレス協会が存在していたが、1970年代前半に全日本プロレスと新日本プロレスに分裂して以降、ジャイアント馬場・アントニオ猪木の意向の違いなどから、両団体の交流は殆ど行われてこなかった（第3のプロレス団体「国際プロレス」は両団体と交流していたが、1981年に崩壊している）。
2000年代のプロレス界は、低迷するプロレス人気に反比例して団体が乱立しており、そのために興行が同一エリア、同一日時でバッティングすることも多かった。それゆえ、プロレス界全体を取りまとめる協会的な組織の必要性が長らく叫ばれていた。
このことから2006年8月、プロレスリングZERO1-MAXを運営していたファースト・オン・ステージの中村祥之社長が、友好関係にあるプロレスリング・ノアの仲田龍取締役渉外部長に相談。対して仲田は「海外戦略などは独自に行おうと思っていたが、プランとして重複する部分があるので、一緒にやろうと思った」とコメントして統一機構設立への機運が一気に高まった。プランを考案した中村は「不要な争いを排除して協力できる部分は協力していきたい。それがプロレスの発展になる。3月から各プロレス団体と交渉してきた」と述べている。
こうして9月12日、グローバル・レスリング連盟（以下「GPWA」）は正式に発足。会長には三沢光晴ノア社長が就き、事務局長は中村が務めることとなった。また理事は各加盟団体の所属選手の持ち回りとなり、活動資金は加盟団体から出資するわけではなく、GPWA独自で興行などを開き、その利益をプールする形となった。同時に正式な本部の場所が決まるまでの間、ファースト・オン・ステージ事務所を本部とすることも発表された。
GPWAは、その設立意義からも、将来的にはプロレス界のコミッションとして活動することが目標となっており、プロレス界念願であった統一機構をGPWAが担うことになるのでは、という意見も多かった。
かつては日本プロスポーツ協会（大相撲、プロボクシング、プロ野球、Jリーグなど日本を代表するプロスポーツ連盟、協会が加盟している）に加盟していたプロレス界であったが、2000年代に新日本・全日本の両団体が脱退してからは加盟団体が無く、プロレス界は孤立してしまっていた。このことを憂い、プロレス界を総括する連盟の必要性を訴えてきた元プロレスラーで衆議院議員の馳浩は、GPWAの設立を歓迎しており、会長の三沢、仲田、中村の両首脳らと話し合い、陰ながら支援していくことを表明していた。
GPWA第1回興行が、2006年11月14日に後楽園ホールに於いて行われた。中継権を得た日本テレビがCSチャンネル日テレG+にて生中継した。地上波でも通常のプロレスリング・ノア中継とは枠を変更して深夜放送された。大会は主に各団体の提供試合をはじめ、各団体が推している若手選手を中心にしたカードが2組から3組まれており、次世代レスラーをプッシュすることが大きな要素となっていた。
2007年5月5日から2日間、ディファ有明に於いて「ディファフェスタ」を行い、その中で第3回となるディファカップが敢行された。
以降は、連盟としての活動は一切発表、開催されていない。各団体、選手がGPWAの加盟、非加盟に囚われない交流を進めている事からその機能は形骸化している。さらに2009年3月、新日本、全日本、ノアの3団体が共通ライセンス構想について会談を行い合意し、三沢光晴の試合中の事故死を契機としてGPWAとは別に統一機構の設立を目指しており、その存在は有名無実化している。なお、三沢の死後もGPWAの会長人事については一切発表されていない。
加盟団体の1つだったKAIENTAI DOJOのTAKAみちのくのブログでは、「現在休止中」と本人が発言している。連盟の活動を主導していた中村は、ZERO1の経営悪化に伴う再建活動が多忙化するなど、各団体が連盟の活動に手が回らなくなった事などが原因と語っている。

## 事業プラン
- 各プロレス団体の興行の日程（日時バッティングを避ける例として、団体Aが日本武道館で興行を開催する際に、団体Bが両国国技館で興行を行い、ビッグマッチがバッティングすることがあるため、そのようなことを避ける）の調整。
- プロレスラーとしてのライセンス発行。
- ルールの統一（現在、各団体によってリングアウトカウントやタッグマッチのタッチ制の有無など多種多様に行われている）。
- 選手の引退後の活動支援。
- 新人選手の合同入団テスト。
- 独自に道場を持たない団体への共同プロレス道場の設立。
- プロレス興行の共同開催。

## 役員
- 会長：三沢光晴（プロレスリング・ノア代表取締役社長）
- 事務局長：中村祥之（ファースト・オン・ステージ代表取締役社長）

## 参加表明した団体と個人
日本（かっこ内は名義人）
- プロレスリング・ノア（田上明社長）
- プロレスリングZERO1-MAX（大谷晋二郎選手代表）
- DDTプロレスリング（高木三四郎社長）
- KAIENTAI DOJO（TAKAみちのく社長）
- プロレスリングElDorado（川畑憲昭社長）
- ビッグマウス・ラウド（村上和成社長）
- I.W.A.JAPAN（浅野起州社長）
- 健介オフィス（北斗晶社長）

個人
- 越中詩郎（Office K2）
- 高山善廣（高山堂）
- 宮本和志（和志組）
- 鈴木みのる（パンクラスMISSION）
- 冨宅飛駈（パンクラスMISSION）
- 澤宗紀（格闘探偵団バトラーツ）
- 吉川祐太（格闘探偵団バトラーツ）
- NOSAWA論外（東京愚連隊）
- MAZADA（東京愚連隊）
- 安田忠夫（フリー）
- 本間朋晃（フリー）
- マグニチュード岸和田（フリー）
- 菊タロー（フリー）

アメリカ（かっこ内は名義人）
- ROH（Cary Silkin）
- WLW（Harley Race）
- World-1（Steve Corino）

オーストリア（かっこ内は名義人）
- EWA（Chris Raaber）

## テーマ曲
- Stand Up！～Grooved Power We Are～（NK Style & Co.）[2]